# Zubné
Zubné (in ungherese Tölgyeshegy) è un comune della Slovacchia facente parte del distretto di Humenné, nella regione di Prešov.